# ATP-seizoen 2000
Het ATP-seizoen in 2000 bestond uit de internationale tennistoernooien, die door de ATP en ITF werden georganiseerd in het kalenderjaar 2000.
Het speelschema omvatte:
- 67 ATP-toernooien, bestaande uit de categorieën:
  - Tennis Masters Series: 9
  - ATP International Series Gold: 11
  - ATP International Series: 44
  - Tennis Masters Cup: 2 (eindejaarstoernooi voor de 8 beste tennissers/dubbelteams)
  - World Team Cup: landenteamtoernooi, geen ATP-punten.
- 7 ITF-toernooien, bestaande uit de:
  - 4 grandslamtoernooien;
  - Olympische Spelen in Sydney;
  - Davis Cup: landenteamtoernooi;
  - Hopman Cup: landenteamtoernooi voor gemengde tenniskoppels, geen ATP-punten.

In de onderstaande tabellen staat het overzicht van de ATP-toernooien, aangevuld met de grandslams en teamwedstrijden die niet door de ATP maar door de ITF worden georganiseerd.

## Legenda
| Grand Slams                   |
| Olympische Spelen             |
| Tennis Masters Cup            |
| Tennis Masters Series         |
| ATP International Series Gold |
| ATP International Series      |
| Toernooien voor teams         |

### Codering
De codering voor het aantal deelnemers.
128S/128Q/64D/32X
- 128 deelnemers aan hoofdtoernooi (S)
- 128 aan het kwalificatietoernooi (Q)
- 64 koppels in het dubbelspel (D)
- 32 koppels in het gemengd dubbel (X).

Alle toernooien worden in principe buiten gespeeld, tenzij anders vermeld.
RR = groepswedstrijden, (i) = indoor

## Speelschema

### Januari
| Week van              | Toernooi                                                                                               | Winnaar(s)                                | Finalist(en)                                     | Uitslag finale            |         |
| --------------------- | --- | ----------------------------------------- | ------------------------------------------------ | ------------------------- | ------- |
| 3 januari             | Hopman Cup Perth, Australië ITF gemengd teamcompetitie AU$ 1.000.000 - hardcourt (i) - 8 teams RR      | Zuid-Afrika Wayne Ferreira Amanda Coetzer | Thailand Paradorn Srichaphan Tamarine Tanasugarn | 3-0                       | details |
| 3 januari             | AAPT Championships Adelaide, Australië ATP International Series $ 325.000 - hardcourt - 32S/32Q/16D/4Q | Lleyton Hewitt                            | Thomas Enqvist                                   | 3-6, 6-3, 6-2             | details |
| 3 januari             | AAPT Championships Adelaide, Australië ATP International Series $ 325.000 - hardcourt - 32S/32Q/16D/4Q | Todd Woodbridge Mark Woodforde            | Lleyton Hewitt Sandon Stolle                     | 6-4, 6-2                  | details |
| 3 januari             | Gold Flake Open Chennai, India ATP International Series $ 405.000 - hardcourt - 32S/32Q/16D/4Q         | Jérôme Golmard                            | Markus Hantschk                                  | 6-3, 6-7(6), 6-3          | details |
| 3 januari             | Gold Flake Open Chennai, India ATP International Series $ 405.000 - hardcourt - 32S/32Q/16D/4Q         | Julien Boutter Christophe Rochus          | Saurav Panja Srinath Prahlad                     | 7-5, 6-1                  | details |
| 3 januari             | Qatar Mobil Open Doha, Qatar ATP International Series $ 975.000 - hardcourt - 32S/27Q/16D/4Q           | Fabrice Santoro                           | Rainer Schüttler                                 | 3-6, 7-5, 3-0, opgave     | details |
| 3 januari             | Qatar Mobil Open Doha, Qatar ATP International Series $ 975.000 - hardcourt - 32S/27Q/16D/4Q           | Mark Knowles Maks Mirni                   | Alex O'Brien Jared Palmer                        | 6-3, 6-4                  | details |
| 10 januari            | Adidas International Sydney, Australië ATP International Series $ 325.000 - hardcourt - 32S/32Q/16D/4Q | Lleyton Hewitt                            | Jason Stoltenberg                                | 6-4, 6-0                  | details |
| 10 januari            | Adidas International Sydney, Australië ATP International Series $ 325.000 - hardcourt - 32S/32Q/16D/4Q | Todd Woodbridge Mark Woodforde            | Lleyton Hewitt Sandon Stolle                     | 7-5, 6-4                  | details |
| 10 januari            | Heineken Open Auckland, Nieuw-Zeeland ATP International Series $ 325.000 - hardcourt - 32S/32Q/16D/4Q  | Magnus Norman                             | Michael Chang                                    | 3-6, 6-3, 7-5             | details |
| 10 januari            | Heineken Open Auckland, Nieuw-Zeeland ATP International Series $ 325.000 - hardcourt - 32S/32Q/16D/4Q  | Ellis Ferreira Rick Leach                 | Olivier Delaître Jeff Tarango                    | 7-5, 6-4                  | details |
| 17 januari 24 januari | Australian Open Melbourne, Australië Grand Slam $ 6.000.000 - hardcourt 128S/128Q/64D/32X              | Andre Agassi                              | Jevgeni Kafelnikov                               | 3-6, 6-3, 6-2, 6-4        | details |
| 17 januari 24 januari | Australian Open Melbourne, Australië Grand Slam $ 6.000.000 - hardcourt 128S/128Q/64D/32X              | Ellis Ferreira Rick Leach                 | Wayne Black Andrew Kratzmann                     | 6-4, 3-6, 6-3, 3-6, 18-16 | details |
| 17 januari 24 januari | Australian Open Melbourne, Australië Grand Slam $ 6.000.000 - hardcourt 128S/128Q/64D/32X              | Jared Palmer Rennae Stubbs                | Todd Woodbridge Arantxa Sánchez Vicario          | 7-5, 7-6(3)               | details |

### Februari
| Week van              | Toernooi | Winnaar(s)                          | Finalist(en)                            | Uitslag finale       |         |
| --------------------- | --- | ----------------------------------- | --------------------------------------- | -------------------- | ------- |
| 4 februari 6 februari | Davis Cup (1e ronde) |                                     |                                         |                      | details |
| 7 februari            | Dubai Tennis Open Dubai, Verenigde Arabische Emiraten ATP International Series $ 975.000 - hardcourt - 32S/20Q/16D/4Q          | Nicolas Kiefer                      | Juan Carlos Ferrero                     | 7-5, 4-6, 6-3        | details |
| 7 februari            | Dubai Tennis Open Dubai, Verenigde Arabische Emiraten ATP International Series $ 975.000 - hardcourt - 32S/20Q/16D/4Q          | Jiří Novák David Rikl               | Robbie Koenig Peter Tramacchi           | 6-2, 7-5             | details |
| 7 februari            | Open 13 Marseille, Frankrijk ATP International Series $ 475.000 - hardcourt (i) - 32S/32Q/16D/4Q                               | Marc Rosset                         | Roger Federer                           | 2-6, 6-3, 7-6(5)     | details |
| 7 februari            | Open 13 Marseille, Frankrijk ATP International Series $ 475.000 - hardcourt (i) - 32S/32Q/16D/4Q                               | Simon Aspelin Johan Landsberg       | Juan Ignacio Carrasco Jairo Velasco jr. | 7-6(2), 6-4          | details |
| 7 februari            | Sybase Open San José, Verenigde Staten ATP International Series $ 350.000 - hardcourt (i) - 32S/32Q/16D/4Q                     | Mark Philippoussis                  | Mikael Tillström                        | 7-5, 4-6, 6-3        | details |
| 7 februari            | Sybase Open San José, Verenigde Staten ATP International Series $ 350.000 - hardcourt (i) - 32S/32Q/16D/4Q                     | Jan-Michael Gambill Scott Humphries | Lucas Arnold Ker Eric Taino             | 6-1, 6-4             | details |
| 14 februari           | Kroger St. Jude Memphis, Verenigde Staten ATP International Series Gold $ 700.000 - hardcourt (i) - 48S/24Q/24D/4Q             | Magnus Larsson                      | Byron Black                             | 6-2, 1-6, 6-3        | details |
| 14 februari           | Kroger St. Jude Memphis, Verenigde Staten ATP International Series Gold $ 700.000 - hardcourt (i) - 48S/24Q/24D/4Q             | Justin Gimelstob Sébastien Lareau   | Jim Grabb Richey Reneberg               | 6-2, 6-4             | details |
| 14 februari           | ABN AMRO World Tennis Tournament Rotterdam, Nederland ATP International Series Gold $ 750.000 - hardcourt (i) - 32S/16Q/16D/4Q | Cédric Pioline                      | Tim Henman                              | 6-7(3), 6-4, 7-6(4)  | details |
| 14 februari           | ABN AMRO World Tennis Tournament Rotterdam, Nederland ATP International Series Gold $ 750.000 - hardcourt (i) - 32S/16Q/16D/4Q | David Adams John-Laffnie de Jager   | Tim Henman Jevgeni Kafelnikov           | 5-7, 6-2, 6-3        | details |
| 21 februari           | AXA Cup Londen, Verenigd Koninkrijk ATP International Series Gold $ 700.000 - hardcourt (i) - 32S/16Q/16D/4Q                   | Marc Rosset                         | Jevgeni Kafelnikov                      | 6-4, 6-4             | details |
| 21 februari           | AXA Cup Londen, Verenigd Koninkrijk ATP International Series Gold $ 700.000 - hardcourt (i) - 32S/16Q/16D/4Q                   | David Adams John-Laffnie de Jager   | Jan-Michael Gambill Scott Humphries     | 6-3, 6-7(7), 7-6(11) | details |
| 21 februari           | Abierto Mexicano Pegaso Mexico-Stad, Mexico ATP International Series Gold $ 700.000 - gravel - 32S/16Q/16D/4Q                  | Juan Ignacio Chela                  | Mariano Puerta                          | 6-4, 7-6(4)          | details |
| 21 februari           | Abierto Mexicano Pegaso Mexico-Stad, Mexico ATP International Series Gold $ 700.000 - gravel - 32S/16Q/16D/4Q                  | Byron Black Donald Johnson          | Gastón Etlis Martín Rodríguez           | 6-3, 7-5             | details |
| 28 februari           | Copenhagen Open Kopenhagen, Denemarken ATP International Series $ 325.000 - hardcourt (i) - 32S/32Q/16D/4Q                     | Andreas Vinciguerra                 | Magnus Larsson                          | 6-3, 7-6(5)          | details |
| 28 februari           | Copenhagen Open Kopenhagen, Denemarken ATP International Series $ 325.000 - hardcourt (i) - 32S/32Q/16D/4Q                     | Martin Damm David Prinosil          | Jonas Björkman Sébastien Lareau         | 6-1, 5-7, 7-5        | details |
| 28 februari           | Citrix Tennis Championships Delray Beach, Verenigde Staten ATP International Series $ 325.000 - hardcourt - 32S/32Q/16D/4Q     | Stefan Koubek                       | Álex Calatrava                          | 6-1, 4-6, 6-4        | details |
| 28 februari           | Citrix Tennis Championships Delray Beach, Verenigde Staten ATP International Series $ 325.000 - hardcourt - 32S/32Q/16D/4Q     | Brian MacPhie Nenad Zimonjić        | Joshua Eagle Andrew Florent             | 7-5, 6-4             | details |
| 28 februari           | Chevrolet Cup Santiago, Chili ATP International Series $ 350.000 - gravel - 32S/24Q/16D/4Q                                     | Gustavo Kuerten                     | Antonio Prieto                          | 7-6(3), 6-3          | details |
| 28 februari           | Chevrolet Cup Santiago, Chili ATP International Series $ 350.000 - gravel - 32S/24Q/16D/4Q                                     | Gustavo Kuerten Antonio Prieto      | Lan Bale Piet Norval                    | 6-2, 6-4             | details |

### Maart
| Week van | Toernooi | Winnaar(s)                     | Finalist(en)                       | Uitslag finale              |         |
| -------- | --- | ------------------------------ | ---------------------------------- | --------------------------- | ------- |
| 6 maart  | Cerveza Club Colombia Open Bogota, Colombia ATP International Series $ 350.000 - gravel - 32S/31Q/16D/4Q                       | Mariano Puerta                 | Younes El Aynaoui                  | 6-4, 7-6(5)                 | details |
| 6 maart  | Cerveza Club Colombia Open Bogota, Colombia ATP International Series $ 350.000 - gravel - 32S/31Q/16D/4Q                       | Pablo Albano Lucas Arnold Ker  | Joan Balcells Mauricio Hadad       | 7-6(4), 1-6, 6-2            | details |
| 6 maart  | Franklin Templeton Tennis Classic Scottsdale, Verenigde Staten ATP International Series $ 350.000 - hardcourt - 32S/30Q/16D/4Q | Lleyton Hewitt                 | Tim Henman                         | 6-4, 7-6(2)                 | details |
| 6 maart  | Franklin Templeton Tennis Classic Scottsdale, Verenigde Staten ATP International Series $ 350.000 - hardcourt - 32S/30Q/16D/4Q | Jared Palmer Richey Reneberg   | Patrick Galbraith David Macpherson | 6-3, 7-5                    | details |
| 13 maart | TMS Indian Wells Indian Wells, Verenigde Staten Tennis Masters Series $ 2.450.000 - hardcourt - 64S/32Q/32D/8Q                 | Àlex Corretja                  | Thomas Enqvist                     | 6-4, 6-4, 6-3               | details |
| 13 maart | TMS Indian Wells Indian Wells, Verenigde Staten Tennis Masters Series $ 2.450.000 - hardcourt - 64S/32Q/32D/8Q                 | Jared Palmer Alex O'Brien      | Paul Haarhuis Sandon Stolle        | 6-4, 7-6(5)                 | details |
| 20 maart | Ericsson Open Miami, Verenigde Staten Tennis Masters Series $ 2.700.000 - hardcourt - 96S/48Q/48D/12Q                          | Pete Sampras                   | Gustavo Kuerten                    | 6-1, 6-7(2), 7-6(5), 7-6(8) | details |
| 20 maart | Ericsson Open Miami, Verenigde Staten Tennis Masters Series $ 2.700.000 - hardcourt - 96S/48Q/48D/12Q                          | Todd Woodbridge Mark Woodforde | Martin Damm Dominik Hrbatý         | 6-3, 6-4                    | details |

### April
| Week van        | Toernooi | Winnaar(s)                        | Finalist(en)                    | Uitslag finale      |         |
| --------------- | --- | --------------------------------- | ------------------------------- | ------------------- | ------- |
| 7 april 9 april | Davis Cup (kwartfinale) |                                   |                                 |                     | details |
| 10 april        | Galleryfurniture.com Tennis Challenge Atlanta, Verenigde Staten ATP International Series $ 375.000 - gravel - 32S/32Q/16D/4Q | Andrew Ilie                       | Jason Stoltenberg               | 6-3, 7-5            | details |
| 10 april        | Galleryfurniture.com Tennis Challenge Atlanta, Verenigde Staten ATP International Series $ 375.000 - gravel - 32S/32Q/16D/4Q | Ellis Ferreira Rick Leach         | Justin Gimelstob Mark Knowles   | 6-3, 6-4            | details |
| 10 april        | Grand Prix Hassan II Casablanca, Marokko ATP International Series $ 325.000 - gravel - 32S/32Q/16D/4Q                        | Fernando Vicente                  | Sébastien Grosjean              | 6-4, 4-6, 7-6(3)    | details |
| 10 april        | Grand Prix Hassan II Casablanca, Marokko ATP International Series $ 325.000 - gravel - 32S/32Q/16D/4Q                        | Arnaud Clément Sébastien Grosjean | Lars Burgsmüller Andrew Painter | 7-6(4), 6-2         | details |
| 10 april        | Estoril Open Estoril, Portugal ATP International Series $ 600.000 - gravel - 32S/32Q/16D/4Q                                  | Carlos Moyá                       | Francisco Clavet                | 6-3, 6-2            | details |
| 10 april        | Estoril Open Estoril, Portugal ATP International Series $ 600.000 - gravel - 32S/32Q/16D/4Q                                  | Donald Johnson Piet Norval        | David Adams Joshua Eagle        | 6-4, 7-5            | details |
| 17 april        | Monte-Carlo Rolex Masters Monte Carlo, Monaco Tennis Masters Series $ 2.450.000 - gravel - 64S/32Q/32D/8Q                    | Cédric Pioline                    | Dominik Hrbatý                  | 6-4, 7-6(3), 7-6(6) | details |
| 17 april        | Monte-Carlo Rolex Masters Monte Carlo, Monaco Tennis Masters Series $ 2.450.000 - gravel - 64S/32Q/32D/8Q                    | Wayne Ferreira Jevgeni Kafelnikov | Paul Haarhuis Sandon Stolle     | 6-3, 2-6, 6-1       | details |
| 24 april        | Torneo Godó Barcelona, Spanje ATP International Series Gold $ 900.000 - gravel - 56S/28Q/28D/8Q                              | Marat Safin                       | Juan Carlos Ferrero             | 6-3, 6-3, 6-4       | details |
| 24 april        | Torneo Godó Barcelona, Spanje ATP International Series Gold $ 900.000 - gravel - 56S/28Q/28D/8Q                              | Nicklas Kulti Mikael Tillström    | Paul Haarhuis Sandon Stolle     | 6-2, 6-7(2), 7-6(5) | details |

### Mei
| Week van      | Toernooi | Winnaar(s)                        | Finalist(en)                      | Uitslag finale             |         |
| ------------- | --- | --------------------------------- | --------------------------------- | -------------------------- | ------- |
| 1 mei         | Mallorca Open Mallorca, Spanje ATP International Series $ 475.000 - gravel - 32S/31Q/16D/4Q                                             | Marat Safin                       | Mikael Tillström                  | 6-4, 6-3                   | details |
| 1 mei         | Mallorca Open Mallorca, Spanje ATP International Series $ 475.000 - gravel - 32S/31Q/16D/4Q                                             | Michaël Llodra Diego Nargiso      | Alberto Martín Fernando Vicente   | 7-6(2), 7-6(3)             | details |
| 1 mei         | U.S. Men's Clay Court Championships Orlando, Verenigde Staten ATP International Series $ 325.000 - gravel - 32S/32Q/16D/4Q              | Fernando González                 | Nicolás Massú                     | 6-2, 6-3                   | details |
| 1 mei         | U.S. Men's Clay Court Championships Orlando, Verenigde Staten ATP International Series $ 325.000 - gravel - 32S/32Q/16D/4Q              | Leander Paes Jan Siemerink        | Justin Gimelstob Sébastien Lareau | 6-3, 6-4                   | details |
| 1 mei         | BMW Open München, Duitsland ATP International Series $ 375.000 - gravel - 32S/31Q/16D/4Q                                                | Franco Squillari                  | Tommy Haas                        | 6-4, 6-4                   | details |
| 1 mei         | BMW Open München, Duitsland ATP International Series $ 375.000 - gravel - 32S/31Q/16D/4Q                                                | David Adams John-Laffnie de Jager | Maks Mirni Nenad Zimonjić         | 6-4, 6-4                   | details |
| 8 mei         | Internazionali BNL d'Italia Rome, Italië Tennis Masters Series $ 2.450.000 - gravel - 64S/32Q/32D/8Q                                    | Magnus Norman                     | Gustavo Kuerten                   | 6-3, 4-6, 6-4, 6-4         | details |
| 8 mei         | Internazionali BNL d'Italia Rome, Italië Tennis Masters Series $ 2.450.000 - gravel - 64S/32Q/32D/8Q                                    | Martin Damm Dominik Hrbatý        | Wayne Ferreira Jevgeni Kafelnikov | 6-4, 4-6, 6-3              | details |
| 15 mei        | International German Open Hamburg, Duitsland Tennis Masters Series $ 2.450.000 - gravel - 64S/32Q/32D/8Q                                | Gustavo Kuerten                   | Marat Safin                       | 6-4, 5-7, 6-4, 5-7, 7-6(3) | details |
| 15 mei        | International German Open Hamburg, Duitsland Tennis Masters Series $ 2.450.000 - gravel - 64S/32Q/32D/8Q                                | Todd Woodbridge Mark Woodforde    | Wayne Arthurs Sandon Stolle       | 6-7(4), 6-4, 6-3           | details |
| 22 mei        | Peugeot World Team Cup Düsseldorf, Duitsland ATP World Team Championship $ 1.900.000 - gravel - 8 teams (RR)                            | Slowakije                         | Rusland                           | 3-0                        | details |
| 22 mei        | Internationaler Raiffeisen Grand Prix Pörtschach am Wörthersee, Oostenrijk ATP International Series $ 400.000 - gravel - 32S/32Q/16D/8Q | Andrei Pavel                      | Andrew Ilie                       | 7-5, 3-6, 6-2              | details |
| 22 mei        | Internationaler Raiffeisen Grand Prix Pörtschach am Wörthersee, Oostenrijk ATP International Series $ 400.000 - gravel - 32S/32Q/16D/8Q | Mahesh Bhupathi Andrew Kratzmann  | Andrea Gaudenzi Diego Nargiso     | 7-6(10), 6-7(2), 6-4       | details |
| 29 mei 5 juni | Roland Garros Parijs, Frankrijk Grand Slam $ 4.526.942 - gravel 128S/128Q/64D/48X                                                       | Gustavo Kuerten                   | Magnus Norman                     | 6-2, 6-3, 2-6, 7-6(6)      | details |
| 29 mei 5 juni | Roland Garros Parijs, Frankrijk Grand Slam $ 4.526.942 - gravel 128S/128Q/64D/48X                                                       | Todd Woodbridge Mark Woodforde    | Paul Haarhuis Sandon Stolle       | 7-6(7), 6-4                | details |
| 29 mei 5 juni | Roland Garros Parijs, Frankrijk Grand Slam $ 4.526.942 - gravel 128S/128Q/64D/48X                                                       | David Adams Mariaan de Swardt     | Todd Woodbridge Rennae Stubbs     | 6-3, 3-6, 6-3              | details |

### Juni
| Week van       | Toernooi | Winnaar(s)                     | Finalist(en)                   | Uitslag finale            |         |
| -------------- | --- | ------------------------------ | ------------------------------ | ------------------------- | ------- |
| 12 juni        | Stella Artois Championships Londen, Verenigd Koninkrijk ATP International Series $ 775.000 - gras - 56S/56Q/28D/8Q | Lleyton Hewitt                 | Pete Sampras                   | 6-4, 6-4                  | details |
| 12 juni        | Stella Artois Championships Londen, Verenigd Koninkrijk ATP International Series $ 775.000 - gras - 56S/56Q/28D/8Q | Todd Woodbridge Mark Woodforde | Jonathan Stark Eric Taino      | 6-7(5), 6-3, 7-6(1)       | details |
| 12 juni        | Gerry Weber Open Halle, Duitsland ATP International Series $ 975.000 - gras - 32S/32Q/16D/4Q                       | David Prinosil                 | Richard Krajicek               | 6-3, 6-2                  | details |
| 12 juni        | Gerry Weber Open Halle, Duitsland ATP International Series $ 975.000 - gras - 32S/32Q/16D/4Q                       | Nicklas Kulti Mikael Tillström | Mahesh Bhupathi David Prinosil | 7-6(4), 7-6(4)            | details |
| 19 juni        | Heineken Trophy Rosmalen, Nederland ATP International Series $ 375.000 - gras - 32S/21Q/16D/4Q                     | Patrick Rafter                 | Nicolas Escudé                 | 6-1, 6-3                  | details |
| 19 juni        | Heineken Trophy Rosmalen, Nederland ATP International Series $ 375.000 - gras - 32S/21Q/16D/4Q                     | Martin Damm Cyril Suk          | Paul Haarhuis Sandon Stolle    | 6-4, 6-7(5), 7-6(5)       | details |
| 19 juni        | Samsung Open Nottingham, Verenigd Koninkrijk ATP International Series $ 350.000 - gras - 32S/32Q/16D/4Q            | Sébastien Grosjean             | Byron Black                    | 7-6(7), 6-3               | details |
| 19 juni        | Samsung Open Nottingham, Verenigd Koninkrijk ATP International Series $ 350.000 - gras - 32S/32Q/16D/4Q            | Donald Johnson Piet Norval     | Ellis Ferreira Rick Leach      | 1-6, 6-4, 6-3             | details |
| 26 juni 3 juli | Wimbledon Londen, Verenigd Koninkrijk Grand Slam £ 8.056.480 - gras 128S/128Q/64D/16Q/64X                          | Pete Sampras                   | Patrick Rafter                 | 6-7(10), 7-6(5), 6-4, 6-2 | details |
| 26 juni 3 juli | Wimbledon Londen, Verenigd Koninkrijk Grand Slam £ 8.056.480 - gras 128S/128Q/64D/16Q/64X                          | Todd Woodbridge Mark Woodforde | Paul Haarhuis Sandon Stolle    | 6-3, 6-4, 6-1             | details |
| 26 juni 3 juli | Wimbledon Londen, Verenigd Koninkrijk Grand Slam £ 8.056.480 - gras 128S/128Q/64D/16Q/64X                          | Donald Johnson Kimberly Po     | Lleyton Hewitt Kim Clijsters   | 6-4, 7-6(3)               | details |

### Juli
| Week van        | Toernooi | Winnaar(s)                      | Finalist(en)                        | Uitslag finale           |         |
| --------------- | --- | ------------------------------- | ----------------------------------- | ------------------------ | ------- |
| 10 juli         | Miller Lite Hall of Fame Tennis Championships Newport, Verenigde Staten ATP International Series $ 350.000 - gras - 32S/31Q/16D/4Q | Peter Wessels                   | Jens Knippschild                    | 7-6(3), 6-3              | details |
| 10 juli         | Miller Lite Hall of Fame Tennis Championships Newport, Verenigde Staten ATP International Series $ 350.000 - gras - 32S/31Q/16D/4Q | Jonathan Erlich Harel Levy      | Kyle Spencer Mitch Sprengelmeyer    | 7-6(2), 7-5              | details |
| 10 juli         | Wideyes Swedish Open Båstad, Zweden ATP International Series $ 350.000 - gravel - 32S/32Q/16D/4Q                                   | Magnus Norman                   | Andreas Vinciguerra                 | 6-1, 7-6(6)              | details |
| 10 juli         | Wideyes Swedish Open Båstad, Zweden ATP International Series $ 350.000 - gravel - 32S/32Q/16D/4Q                                   | Nicklas Kulti Mikael Tillström  | Andrea Gaudenzi Diego Nargiso       | 4-6, 6-2, 6-3            | details |
| 10 juli         | UBS Open Gstaad, Zwitserland ATP International Series $ 600.000 - gravel - 32S/26Q/16D/4Q                                          | Àlex Corretja                   | Mariano Puerta                      | 6-1, 6-3                 | details |
| 10 juli         | UBS Open Gstaad, Zwitserland ATP International Series $ 600.000 - gravel - 32S/26Q/16D/4Q                                          | Jiří Novák David Rikl           | Jérôme Golmard Michael Kohlmann     | 3-6, 6-3, 6-4            | details |
| 17 juli         | Energis Open Amsterdam, Nederland ATP International Series $ 375.000 - gravel - 32S/32Q/16D                                        | Magnus Gustafsson               | Raemon Sluiter                      | 6-7(4), 6-3, 7-6(5), 6-1 | details |
| 17 juli         | Energis Open Amsterdam, Nederland ATP International Series $ 375.000 - gravel - 32S/32Q/16D                                        | Sergio Roitman Andrés Schneiter | Edwin Kempes Dennis van Scheppingen | 4-6, 6-4, 6-1            | details |
| 17 juli         | Mercedes Cup Stuttgart, Duitsland ATP International Series Gold $ 900.000 - gravel - 32S/32Q/16D/4Q                                | Franco Squillari                | Gastón Gaudio                       | 6-2, 3-6, 4-6, 6-4, 6-2  | details |
| 17 juli         | Mercedes Cup Stuttgart, Duitsland ATP International Series Gold $ 900.000 - gravel - 32S/32Q/16D/4Q                                | Jiří Novák David Rikl           | Lucas Arnold Ker Donald Johnson     | 5-7, 6-2, 6-3            | details |
| 17 juli         | Croatia Open Umag, Kroatië ATP International Series $ 375.000 - gravel - 32S/32Q/16D/4Q                                            | Marcelo Ríos                    | Mariano Puerta                      | 7-6(1), 4-6, 6-3         | details |
| 17 juli         | Croatia Open Umag, Kroatië ATP International Series $ 375.000 - gravel - 32S/32Q/16D/4Q                                            | Álex López Morón Albert Portas  | Ivan Ljubičić Lovro Zovko           | 6-1, 7-6(2)              | details |
| 21 juli 23 juli | Davis Cup (halve finale) |                                 |                                     |                          | details |
| 24 juli         | Generali Open Kitzbühel, Oostenrijk ATP International Series Gold $ 700.000 - gravel - 48S/24Q/24D/4Q                              | Àlex Corretja                   | Emilio Benfele Álvarez              | 6-3, 6-1, 3-0, opgave    | details |
| 24 juli         | Generali Open Kitzbühel, Oostenrijk ATP International Series Gold $ 700.000 - gravel - 48S/24Q/24D/4Q                              | Pablo Albano Cyril Suk          | Joshua Eagle Andrew Florent         | 6-3, 3-6, 6-3            | details |
| 24 juli         | Mercedes-Benz Cup Los Angeles, Verenigde Staten ATP International Series $ 350.000 - hardcourt - 32S/25Q/16D/4Q                    | Michael Chang                   | Jan-Michael Gambill                 | 6-7(2), 6-3, opgave      | details |
| 24 juli         | Mercedes-Benz Cup Los Angeles, Verenigde Staten ATP International Series $ 350.000 - hardcourt - 32S/25Q/16D/4Q                    | Paul Kilderry Sandon Stolle     | Jan-Michael Gambill Scott Humphries | Walk-over                | details |
| 24 juli         | Internazionali di Tennis di San Marino San Marino, San Marino ATP International Series $ 325.000 - gravel - 32S/25Q/16D/4Q         | Álex Calatrava                  | Sergi Bruguera                      | 7-6(7), 1-6, 6-4         | details |
| 24 juli         | Internazionali di Tennis di San Marino San Marino, San Marino ATP International Series $ 325.000 - gravel - 32S/25Q/16D/4Q         | Tomáš Cibulec Leoš Friedl       | Gastón Etlis Jack Waite             | 7-6(1), 7-5              | details |
| 31 juli         | Canada Masters Toronto, Canada Tennis Masters Series $ 2.450.000 - hardcourt - 64S/32Q/32D/8Q                                      | Marat Safin                     | Harel Levy                          | 6-2, 6-3                 | details |
| 31 juli         | Canada Masters Toronto, Canada Tennis Masters Series $ 2.450.000 - hardcourt - 64S/32Q/32D/8Q                                      | Sébastien Lareau Daniel Nestor  | Joshua Eagle Andrew Florent         | 6-3, 7-6(3)              | details |

### Augustus
| Week van                | Toernooi | Winnaar(s)                           | Finalist(en)                        | Uitslag finale      |         |
| ----------------------- | --- | ------------------------------------ | ----------------------------------- | ------------------- | ------- |
| 7 augustus              | W&S Financial Group Masters Cincinnati, Verenigde Staten Tennis Masters Series $ 2.450.000 - hardcourt - 64S/32Q/32D/8Q     | Thomas Enqvist                       | Tim Henman                          | 7-6(5), 6-4         | details |
| 7 augustus              | W&S Financial Group Masters Cincinnati, Verenigde Staten Tennis Masters Series $ 2.450.000 - hardcourt - 64S/32Q/32D/8Q     | Todd Woodbridge Mark Woodforde       | Ellis Ferreira Rick Leach           | 7-6(6), 6-4         | details |
| 14 augustus             | Legg Mason Tennis Classic Washington, Verenigde Staten ATP International Series Gold $ 700.000 - hardcourt - 48S/28Q/28D/8Q | Àlex Corretja                        | Andre Agassi                        | 6-2, 6-3            | details |
| 14 augustus             | Legg Mason Tennis Classic Washington, Verenigde Staten ATP International Series Gold $ 700.000 - hardcourt - 48S/28Q/28D/8Q | Alex O'Brien Jared Palmer            | Andre Agassi Sargis Sargsian        | 7-5, 6-1            | details |
| 14 augustus             | RCA Championships Indianapolis, Verenigde Staten ATP International Series Gold $ 700.000 - hardcourt - 48S/28Q/28D/7Q       | Gustavo Kuerten                      | Marat Safin                         | 3-6, 7-6(2), 7-6(2) | details |
| 14 augustus             | RCA Championships Indianapolis, Verenigde Staten ATP International Series Gold $ 700.000 - hardcourt - 48S/28Q/28D/7Q       | Lleyton Hewitt Sandon Stolle         | Jonas Björkman Maks Mirni           | 6-2, 3-6, 6-3       | details |
| 20 augustus             | Waldbaum's Hamlet Cup Long Island, Verenigde Staten ATP International Series $ 390.200 - hardcourt - 48S/64Q/16D/4Q         | Magnus Norman                        | Thomas Enqvist                      | 6-3, 5-7, 7-5       | details |
| 20 augustus             | Waldbaum's Hamlet Cup Long Island, Verenigde Staten ATP International Series $ 390.200 - hardcourt - 48S/64Q/16D/4Q         | Jonathan Stark Kevin Ullyett         | Jan-Michael Gambill Scott Humphries | 6-4, 6-4            | details |
| 28 augustus 4 september | US Open New York, Verenigde Staten Grand Slam $ 6.834.415 - hardcourt 128S/128Q/64D/16Q/32X                                 | Marat Safin                          | Pete Sampras                        | 6-4, 6-3, 6-3       | details |
| 28 augustus 4 september | US Open New York, Verenigde Staten Grand Slam $ 6.834.415 - hardcourt 128S/128Q/64D/16Q/32X                                 | Lleyton Hewitt Maks Mirni            | Ellis Ferreira Rick Leach           | 6-4, 5-7, 7-6(5)    | details |
| 28 augustus 4 september | US Open New York, Verenigde Staten Grand Slam $ 6.834.415 - hardcourt 128S/128Q/64D/16Q/32X                                 | Jared Palmer Arantxa Sánchez Vicario | Maks Mirni Anna Koernikova          | 6-4, 6-3            | details |

### September
| Week van     | Toernooi | Winnaar(s)                       | Finalist(en)                     | Uitslag finale             |         |
| ------------ | --- | -------------------------------- | -------------------------------- | -------------------------- | ------- |
| 11 september | Gelsor Open Romania Boekarest, Roemenië ATP International Series $ 350.000 - gravel - 32S/26Q/16D/4Q              | Joan Balcells                    | Markus Hantschk                  | 6-4, 3-6, 7-6(1)           | details |
| 11 september | Gelsor Open Romania Boekarest, Roemenië ATP International Series $ 350.000 - gravel - 32S/26Q/16D/4Q              | Alberto Martín Eyal Ran          | Devin Bowen Mariano Hood         | 7-6(4), 6-1                | details |
| 11 september | President's Cup Tasjkent, Oezbekistan ATP International Series $ 500.000 - hardcourt - 32S/32Q/16D/4Q             | Marat Safin                      | Davide Sanguinetti               | 6-3, 6-4                   | details |
| 11 september | President's Cup Tasjkent, Oezbekistan ATP International Series $ 500.000 - hardcourt - 32S/32Q/16D/4Q             | Justin Gimelstob Scott Humphries | Marius Barnard Robbie Koenig     | 6-3, 6-2                   | details |
| 18 september | Olympische Spelen 2000 Sydney, Australië Olympische Spelen hardcourt - 64S/29D                                    | Jevgeni Kafelnikov               | Tommy Haas                       | 7-6(4), 3-6, 6-2, 4-6, 6-3 | details |
| 18 september | Olympische Spelen 2000 Sydney, Australië Olympische Spelen hardcourt - 64S/29D                                    | Sébastien Lareau Daniel Nestor   | Todd Woodbridge Mark Woodforde   | 5-7, 6-3, 6-4, 7-6(2)      | details |
| 25 september | Campionati Internazionali di Sicilia Palermo, Italië ATP International Series $ 350.000 - gravel - 32S/32Q/16D/3Q | Olivier Rochus                   | Diego Nargiso                    | 7-6(14), 6-1               | details |
| 25 september | Campionati Internazionali di Sicilia Palermo, Italië ATP International Series $ 350.000 - gravel - 32S/32Q/16D/3Q | Tomás Carbonell Martín García    | Pablo Albano Marc-Kevin Goellner | Walk-over                  | details |

### Oktober
| Week van   | Toernooi | Winnaar(s)                        | Finalist(en)                  | Uitslag finale                   |         |
| ---------- | --- | --------------------------------- | ----------------------------- | -------------------------------- | ------- |
| 2 oktober  | Salem Open Hongkong, Hongkong ATP International Series $ 350.000 - hardcourt - 32S/32Q/16D/4Q                                 | Nicolas Kiefer                    | Mark Philippoussis            | 7-6(4), 2-6, 6-2                 | details |
| 2 oktober  | Salem Open Hongkong, Hongkong ATP International Series $ 350.000 - hardcourt - 32S/32Q/16D/4Q                                 | Wayne Black Kevin Ullyett         | Dominik Hrbatý David Prinosil | 6-1, 6-2                         | details |
| 9 oktober  | AIG Japan Open Tennis Champs Tokio, Japan ATP International Series Gold $ 700.000 - hardcourt - 56S/28Q/28D/8Q                | Sjeng Schalken                    | Nicolás Lapentti              | 6-4, 3-6, 6-1                    | details |
| 9 oktober  | AIG Japan Open Tennis Champs Tokio, Japan ATP International Series Gold $ 700.000 - hardcourt - 56S/28Q/28D/8Q                | Mahesh Bhupathi Leander Paes      | Michael Hill Jeff Tarango     | 6-4, 6-7(1), 6-3                 | details |
| 9 oktober  | CA Tennis Trophy Wenen, Oostenrijk ATP International Series Gold $ 700.000 - hardcourt (i) - 32S/32Q/16D/4Q                   | Tim Henman                        | Tommy Haas                    | 6-4, 6-4, 6-4                    | details |
| 9 oktober  | CA Tennis Trophy Wenen, Oostenrijk ATP International Series Gold $ 700.000 - hardcourt (i) - 32S/32Q/16D/4Q                   | Jevgeni Kafelnikov Nenad Zimonjić | Jiří Novák David Rikl         | 6-4, 6-4                         | details |
| 16 oktober | Heineken Open Shanghai, China ATP International Series $ 350.000 - hardcourt - 32S/32Q/16D/4Q                                 | Magnus Norman                     | Sjeng Schalken                | 6-4, 4-6, 6-3                    | details |
| 16 oktober | Heineken Open Shanghai, China ATP International Series $ 350.000 - hardcourt - 32S/32Q/16D/4Q                                 | Paul Haarhuis Sjeng Schalken      | Petr Pála Pavel Vízner        | 6-2, 3-6, 6-4                    | details |
| 16 oktober | Adidas Open de Toulouse Midi-Pyrénées Toulouse, Frankrijk ATP International Series $ 375.000 - hardcourt (i) - 32S/32Q/16D/4Q | Àlex Corretja                     | Carlos Moyá                   | 6-3, 6-2                         | details |
| 16 oktober | Adidas Open de Toulouse Midi-Pyrénées Toulouse, Frankrijk ATP International Series $ 375.000 - hardcourt (i) - 32S/32Q/16D/4Q | Julien Boutter Fabrice Santoro    | Donald Johnson Piet Norval    | 7-6(8), 4-6, 7-6(5)              | details |
| 23 oktober | Davidoff Swiss Indoors Bazel, Zwitserland ATP International Series $ 975.000 - tapijt (i) - 32S/32Q/16D/4Q                    | Thomas Enqvist                    | Roger Federer                 | 6-2, 4-6, 7-6(4), 1-6, 6-1       | details |
| 23 oktober | Davidoff Swiss Indoors Bazel, Zwitserland ATP International Series $ 975.000 - tapijt (i) - 32S/32Q/16D/4Q                    | Donald Johnson Piet Norval        | Roger Federer Dominik Hrbatý  | 7-6(9), 4-6, 7-6(4)              | details |
| 23 oktober | Kremlin Cup Moskou, Rusland ATP International Series $ 975.000 - tapijt (i) - 32S/32Q/16D/4Q                                  | Jevgeni Kafelnikov                | David Prinosil                | 6-2, 7-5                         | details |
| 23 oktober | Kremlin Cup Moskou, Rusland ATP International Series $ 975.000 - tapijt (i) - 32S/32Q/16D/4Q                                  | Jonas Björkman David Prinosil     | Jiří Novák David Rikl         | 6-2, 6-3                         | details |
| 30 oktober | Stuttgart Masters Stuttgart, Duitsland Tennis Masters Series $ 2.450.000 - hardcourt (i) - 48S/24Q/24D/4Q                     | Wayne Ferreira                    | Lleyton Hewitt                | 7-6(6), 3-6, 6-7(5), 7-6(2), 6-2 | details |
| 30 oktober | Stuttgart Masters Stuttgart, Duitsland Tennis Masters Series $ 2.450.000 - hardcourt (i) - 48S/24Q/24D/4Q                     | Jiří Novák David Rikl             | Donald Johnson Piet Norval    | 3-6, 6-3, 6-4                    | details |

### November
| Week van    | Toernooi | Winnaar(s)                  | Finalist(en)                   | Uitslag finale                |         |
| ----------- | --- | --------------------------- | ------------------------------ | ----------------------------- | ------- |
| 6 november  | Grand Prix de Tennis de Lyon Lyon, Frankrijk ATP International Series $ 775.000 - tapijt (i)- 32S/32Q/16D/3Q     | Arnaud Clément              | Patrick Rafter                 | 7-6(2), 7-6(5)                | details |
| 6 november  | Grand Prix de Tennis de Lyon Lyon, Frankrijk ATP International Series $ 775.000 - tapijt (i)- 32S/32Q/16D/3Q     | Paul Haarhuis Sandon Stolle | Ivan Ljubičić Jack Waite       | 6-1, 6-7(2), 7-6(7)           | details |
| 6 november  | St. Petersburg Open Sint-Petersburg, Rusland ATP International Series $ 775.000 - hardcourt (i) - 32S/32Q/16D/4Q | Marat Safin                 | Dominik Hrbatý                 | 2-6, 6-4, 6-4                 | details |
| 6 november  | St. Petersburg Open Sint-Petersburg, Rusland ATP International Series $ 775.000 - hardcourt (i) - 32S/32Q/16D/4Q | Daniel Nestor Kevin Ullyett | Thomas Shimada Myles Wakefield | 7-6(5), 7-5                   | details |
| 13 november | BNP Paribas Masters Parijs, Frankrijk Tennis Masters Series $ 2,450,000 - tapijt (i) - 48S/24Q/24D/4Q            | Marat Safin                 | Mark Philippoussis             | 3-6, 7-6(7), 6-4, 3-6, 7-6(8) | details |
| 13 november | BNP Paribas Masters Parijs, Frankrijk Tennis Masters Series $ 2,450,000 - tapijt (i) - 48S/24Q/24D/4Q            | Nicklas Kulti Maks Mirni    | Paul Haarhuis Daniel Nestor    | 6-4, 7-5                      | details |
| 20 november | Samsung Open Brighton, Verenigd Koninkrijk ATP International Series $ 375.000 - hardcourt (i) - 32S/18Q/16D/4Q   | Tim Henman                  | Dominik Hrbatý                 | 6-2, 6-2                      | details |
| 20 november | Samsung Open Brighton, Verenigd Koninkrijk ATP International Series $ 375.000 - hardcourt (i) - 32S/18Q/16D/4Q   | Michael Hill Jeff Tarango   | Paul Goldstein Jim Thomas      | 6-3, 7-5                      | details |
| 20 november | If Stockholm Open Stockholm, Zweden ATP International Series $ 775.000 - hardcourt (i) - 32S/32Q/16D/4Q          | Thomas Johansson            | Jevgeni Kafelnikov             | 6-2, 6-4, 6-4                 | details |
| 20 november | If Stockholm Open Stockholm, Zweden ATP International Series $ 775.000 - hardcourt (i) - 32S/32Q/16D/4Q          | Mark Knowles Daniel Nestor  | Petr Pála Pavel Vízner         | 6-3, 6-2                      | details |
| 27 november | Tennis Masters Cup Lissabon, Portugal Tennis Masters Cup $3.700.000 - hardcourt (i) - 8S (RR)                    | Gustavo Kuerten             | Andre Agassi                   | 6-4, 6-4, 6-4                 | details |

### December
| Week van               | Toernooi                                                                                   | Winnaar(s)                 | Finalist(en)                 | Uitslag finale   |               |
| ---------------------- | ------------------------------------------------------------------------------------------ | -------------------------- | ---------------------------- | ---------------- | ------------- |
| 8 december 10 december | Davis Cup (finale)                                                                         | Spanje                     | Australië                    | 3-1              | details       |
| 11 december            | Doubles Championship Bangalore, India Tennis Masters Cup $ 3.700.000 - hardcourt - 8D (RR) | Donald Johnson Piet Norval | Mahesh Bhupathi Leander Paes | 7-6(8), 6-3, 6-4 | details       |
| 18 december            | Geen toernooi                                                                              | Geen toernooi              | Geen toernooi                | Geen toernooi    | Geen toernooi |
| 25 december            | Geen toernooi                                                                              | Geen toernooi              | Geen toernooi                | Geen toernooi    | Geen toernooi |

## Statistieken toernooien

### Toernooien per ondergrond
| Ondergrond   | Aantal | Buiten/binnen | Aantal |
| ------------ | ------ | ------------- | ------ |
| Hardcourt    | 38     | Buiten        | 24     |
| Hardcourt    | 38     | Binnen        | 14     |
| Gravel       | 25     | Buiten        | 26     |
| Gravel       | 25     | Binnen        | 0      |
| Tapijt       | 4      | Binnen        | 4      |
| Gras         | 6      | Buiten        | 6      |
| Verschillend | 1      | Verschillend  | 1      |
| Totaal       | 74     |               |        |

### Best of five finales enkelspel
| Categorie                     | Aantal |
| ----------------------------- | ------ |
| Grand Slams                   | 4/4    |
| Tennis Masters Cup            | 1/1    |
| Tennis Masters Series         | 7/9    |
| ATP International Series Gold | 4/11   |
| ATP International Series      | 3/44   |
| World Team Cup                | 0/1    |
| ITF evenementen               | 2/3    |
| Totaal                        | 21/73  |